# Voice～來自亡者的聲音
《Voice～亡者之聲～》（日语：ヴォイス〜命なき者の声〜）是一部於2009年1月12日起，由日本富士電視台於逢星期一21:00-21:54（日本時間）播出的電視連續劇，由瑛太主演。首回和最終回加長至22:09。

## 故事
在『Voice～亡者之聲～』中，描寫從「死」汲取信息，突出活的意義和生命的重要性和醫學生們的奮鬥。是一個描寫屬於醫學生們的青春故事。

## 登場人物及演員

### 主要人物
東凜大學法醫學教室
- 加地大己（かじ だいき）- 瑛太（小學 - 加藤清史郎）（粤语配音：陳健豪、小學：莎拉）

23歲。東凜大學醫學系4年級。
- 石末亮介（いしまつ りょうすけ）- 生田斗真（粤语配音：李凱傑）

23歲。東凜大學醫學系4年級。
- 久保秋佳奈子（くぼあき かなこ）- 石原聰美（小學 - 山田夏海）（粤语配音：王夢華）

22歲。東凜大學醫學系4年級。
- 桐畑哲平（きりはた てっぺい）- 遠藤雄彌

22歲。東凜大學醫學系4年級。
- 羽井彰 - 佐藤智仁

25歲。東凜大學醫學系4年級。
- 蕪木誠（かぶらぎ まこと）- 泉谷茂

55歲。東凜大學法醫學教室技術員。
- 夏井川玲子（なついがわ れいこ）- 矢田亞希子

30歲。東凜大學法醫學教室助理教授。
- 佐川文彦（さがわ ふみひこ）- 時任三郎

55歲。東凜大學法醫學教室教授。
- 法醫學教室的事務員 - 今野宏美

石末綜合醫院
- 石末貴之（いしまつ たかゆき）- 名高達男

50歲。亮介的父親，石末綜合醫院院長。
- 堀井奈津美- 佐藤里香第一、二、五、六章

石末綜合醫院的護士。
其他
- 大和田 敏（おおわだ びん）- 山崎樹範

35歳。南府中署刑事。
- 羽井鳳子（はねい ほうこ）- 濱田マリ

42歲。彰的母親，經營一間沖繩食品店。

### 客串演出
☆ - 被運送到法醫學討論會的遺體
★ - 被委託調查的患者
第一章
- 從大樓屋頂跳下的少年 - 小柴亮太
- 東凛大学脳神経外科学教授 - 佐々木勝彥
- 大和電機的社長 - 野添義弘
- 市原良平☆ - モロ師岡
- 河鍋秀子 - 美保純

市原的妻子
第二章
- 佐野忍 - 鶴田真由
- 河原 - 松尾諭

與秀一同一美式足球隊
- 佐野秀一☆ - 坂田聡

第三章
- 在君島製作所工作的八木 - 勝村政信
- 小學校內的事務員 - 松山尚子
- 出租車司機 - 竹本和正
- 真島花枝☆ - 熊谷美香
- 君島製作所的ジンさん - 平泉成
- 久保秋雪子【回想】 - 片平なぎさ
- 派出所的警官 - 春延朋也
- 岩工瀬建株式會社的職員 - 亀井彰夫

第四章
- 山倉醫大的學生 - 西崎彩
- 新田先生 - 築出静夫
- 五十嵐富士夫☆ - 田中圭(少年期:林凌雅)

亮介的高中同班同學、山倉醫大學生
- 宗之 - 小野武彦

五十嵐富士夫的父親
- 高沢克彦 - 細田よしひこ

在山倉醫大內賣大麻
- 山倉醫大的學生 - 渡辺夏菜
- 廣播員 - 阿部知代

第五章
- 攝影記者 - 池田鉄洋
- 岡原浩介☆ - 吹越満
- 中田朋枝 - 芳本美代子

岡原的前妻
- 中田実 - 小林海人

岡原的兒子
- 沢野 - 六角精児

專業裸體的自由攝影記者
- 「日式中華料理」店長 - 剛州
- 「日式中華料理」店員 - 吉田ウーロン太

第六章
- 相馬朋子★ - 志田未来

初中生
- 相馬泰人 - 石田卓也

朋子的哥哥
- 久保秋祐樹 - 冨浦智嗣

佳奈子的弟弟
- 宮島英幸 - 二階堂智

內科醫生
- 煎餅店店主 - 藏内秀樹
- 若原 - 杉野なつ美

兒童福利師
- 護士 - 桜木ひろ子
- 急救隊員 - 浅里昌吾
- 急救隊員 - 青木一

第七章
- 野間口静代☆ - 赤座美代子
- 野間口功 - 石橋蓮司
- 超市的店員 - 坂本真
- 花山幸子 - 宍戸美和公
- 電器店的店長 - 村松利史

第八章
- 今成卓見☆ - 平田滿（回想：野村泰仁）
- 矢野 - 田中實
- 三島 - 志賀廣太郎（回想：杉原貴幸）
- 面試官 - 藤田三三三
- 高木公一 - 山田明郷
- 警察 - 山崎直樹
- 警察 - ト字たかお
- 孩子的父母- 小野光俊
- 孩子的父母 - 兎本有紀
- 護士 - 荒川亞由
- 小谷聰 - 福本晟也
- 小谷久志 - 農塚誓志

聰的父親。
- 聰的母親 - 中込佐知子

第九章
- 宇野慧☆ - 平賀雅臣
- 宇野真由美　- 中島ひろ子
- 宇野稔彦 - 竹内壽
- オーナー - 藤田宗久
- 従業員 - 佐藤貢三
- 調査員 - 伊藤富美也

第九章・第十章
- 櫻井真也☆ - 田村亮
- 櫻井瑠美子 - 麻生祐未
- 梅木誠 - 福井博章

第十章
- 管理人 - 品川徹
- 記者 - 足立龍彌
- 記者 - 松村千繪

第十一章
- 成瀬喧一☆ - ダンカン
- 坂田潔美 - 近野成美
- 長井 - ガダルカナル・タカ
- 學生 - 伊藤聖夏
- 學生 - 中島愛里

### 背景字幕
- 源崎トモエ

## 製作人員
- 劇本：金子茂樹
- 導演：成田岳、松山博昭、石井祐介
- 製作：瀧山麻土香、東康之
- 制作：富士電視台電視劇製作中心

## 主題曲
- GReeeeN《剎那》

## 播放日期、副題、收視率
| 集數       | 副題       | 副題                   | 導演       | 播放日期       | 關東收視率 | 關西收視率 |
| 集數       | 日文       | 中文                   | 導演       | 播放日期       | 關東收視率 | 關西收視率 |
| ---------- | ---------- | ---------------------- | ---------- | -------------- | ---------- | ---------- |
| 1          |            | 挽救逝去生命的醫學     | 成田岳     | 2009年01月12日 | 17.7%      | 16.2%      |
| 2          |            | 拿著雞蛋的觸電男       | 成田岳     | 2009年01月19日 | 17.4%      | 15.3%      |
| 3          |            | 15年前母親的死因       | 成田岳     | 2009年01月26日 | 15.0%      | 15.6%      |
| 4          |            | 解剖台上的好友         | 松山博昭   | 2009年02月02日 | 12.3%      | 11.6%      |
| 5          |            | 看不見的爆炸性照片     | 石井祐介   | 2009年02月09日 | 16.0%      | 15.3%      |
| 6          |            | 被預期住院的患者       | 成田岳     | 2009年02月16日 | 15.2%      | 13.8%      |
| 7          |            | 拚命的超市減價時段     | 松山博昭   | 2009年02月23日 | 15.4%      | 15.5%      |
| 8          |            | 絕對不能消去的火焰     | 石井祐介   | 2009年03月02日 | 14.0%      | 12.8%      |
| 9          |            | 讀雨之男的死           | 成田岳     | 2009年03月09日 | 10.2%      | 11.3%      |
| 10         |            | 最後的勝負             | 松山博昭   | 2009年03月16日 | 12.8%      | 15.2%      |
| 11         |            | 離別的時候，我們的明天 | 成田岳     | 2009年03月23日 | 13.6%      | 12.8%      |
| 平均收視率 | 平均收視率 | 平均收視率             | 平均收視率 | 平均收視率     | 14.56%     | 14.15%     |

## 外部連結
- 官方網站 （日語）

## 作品的變遷
| 富士電視台 週一9時                        | 富士電視台 週一9時                              | 富士電視台 週一9時 |
| ----------------------------------------- | ----------------------------------------------- | ------------------ |
|                                           | Voice～來自亡者的聲音 （2009.1.12 - 2009.3.23） |                    |
| Innocent Love （2008.10.20 - 2008.12.22） | 結婚萬歲 （2009.4.20 - 2009.6.29）              |                    |

| 香港 有線娛樂台 星期一至五 23:00-00:00 | 香港 有線娛樂台 星期一至五 23:00-00:00        | 香港 有線娛樂台 星期一至五 23:00-00:00 |
| -------------------------------------- | --------------------------------------------- | -------------------------------------- |
|                                        | Voice: 法證新世代 （2010.01.11 - 2010.01.25） |                                        |
| 浪漫滿屋 （2009.12.14 - 2010.01.08）   | 拜託小姐 （2010.01.26 - 2010.02.24）          |                                        |

| 緯來日本台 週一至週五 每晚9點          | 緯來日本台 週一至週五 每晚9點            | 緯來日本台 週一至週五 每晚9點      |
| -------------------------------------- | ---------------------------------------- | ---------------------------------- |
|                                        | Voice法醫現場 （2010.9.28 - 2010.10.12） |                                    |
| 流星之絆重播 （2010.9.14 - 2010.9.27） | 同窗會 （2010.10.13 - 2010.10.25）       |                                    |
| 週一至週五 每晚11點                    |                                          |                                    |
| 天地人重播 （2010.9.14 - 2010.9.27）   | Voice法醫現場 （2010.9.28 - 2010.10.12） | 同窗會 （2010.10.13 - 2010.10.25） |